# Мостовая (Кушвинский муниципальный округ)
Мостовая — деревня в Свердловской области России, административно подчинённая городу Кушве. Входит в Кушвинский муниципальный округ.
Ранее деревня входила в состав Боровского сельсовета города Кушвы.
Инфраструктура в деревне отсутствует. Ближайшие больница, школа и магазин находятся в городе Верхней Туре.

## География
Деревня расположена на реке Мостовой (левом притоке Туры), к северо-западу от Екатеринбурга и Нижнего Тагила, к северу от Верхней Туры и Кушвы.
Через деревню Мостовую проходит автодорога Верхняя Тура — Нижняя Тура. В двух километрах восточнее деревни проходит Серовский тракт (автодорога Серов — Нижний Тагил — Екатеринбург), а в двух километрах южнее — автодорога в направлении Чусового и Перми.

## Население
| 2002 | 2010 |
| ---- | ---- |
| 102  | ↘71  |

## Промышленность
В деревнях Мостовой и соседней Боровой добывают золото. Ежемесячно местные жители этих деревень, занявшиеся этим делом после расформирования совхоза «Верхнетуринский», килограммы золота размывают из глины. Промывание породы здесь даёт всего 50 мг золота. Добыча ценного металла сезонная, трудятся над ней 43 специалиста артели «Фарта».